# Michiel van der Kuip
Michiel van der Kuip (Vijthuizen, 5 de enero de 1970) es un deportista neerlandés que compitió en voleibol, en la modalidad de playa. Ganó una medalla de oro en el Campeonato Europeo de Vóley Playa de 1995.

## Palmarés internacional
| Campeonato Europeo | Campeonato Europeo             | Campeonato Europeo | Campeonato Europeo |
| Año                | Lugar                          | Medalla            | Pareja             |
| ------------------ | ------------------------------ | ------------------ | ------------------ |
| 1995               | Saint-Quay-Portrieux (Francia) | Medalla de oro     | Marko Klok         |